# Mayhem
Mayhem (IPA [ˈmeɪhem]) – norweska grupa muzyczna wykonująca black metal, zaliczana do prekursorów gatunku. W początkowym okresie działalności utożsamiana z nurtem satanizmu teistycznego. Zespół powstał w Oslo w 1983 roku z inicjatywy gitarzysty Øysteina „Euronymousa” Aarsetha, do którego dołączyli dwaj szkolni koledzy, perkusista Kjetil Manheim i Jørn „Necrobutcher” Stubberud grający na gitarze basowej. Inspiracją dla nazwy zespołu był utwór brytyjskiego zespołu Venom pt. „Mayhem with Mercy”.
W 1993 roku zespół został rozwiązany w wyniku morderstwa Aarsetha – lidera i założyciela Mayhem. Grupę ponownie reaktywowano w 1995 roku z udziałem gitarzysty Rune „Blasphemera” Eriksena. Na przestrzeni lat w zespole występowało kilkunastu muzyków, jednak mimo częstych zmian utrzymał łatwo rozpoznawalny styl oparty na szybkich partiach perkusji oraz nisko strojonej gitarze basowej.
Z zespołem były związane organizacje okultystyczne Inner Circle, którą założył Aarseth oraz Outer Circle założona przez fanów zespołu, będące odpowiedzialne w dużym stopniu za falę przemocy oraz przestępstw na tle antyreligijnym, w tym podpalenia kościołów luterańskich, jaka miała miejsce na początku lat 90. XX wieku w Norwegii. Muzycznie zespół prezentował różne oblicza black metalu, łącząc w swej muzyce wpływy industrialu oraz muzyki elektronicznej.
Do 2007 roku zespół wydał cztery wysoko oceniane albumy studyjne oraz szereg kompilacji i albumów koncertowych. Zespół z biegiem lat stał się przedmiotem krytyki oraz bohaterem wielu filmów i publikacji dokumentujących przemoc w muzyce metalowej. Podczas występów zespół prezentuje charakterystyczny rodzaj ekspresji włączając okaleczenia muzyków, corpse paint oraz scenografię z użyciem m.in. szczątków zwierząt i efektów pirotechnicznych.

## Historia

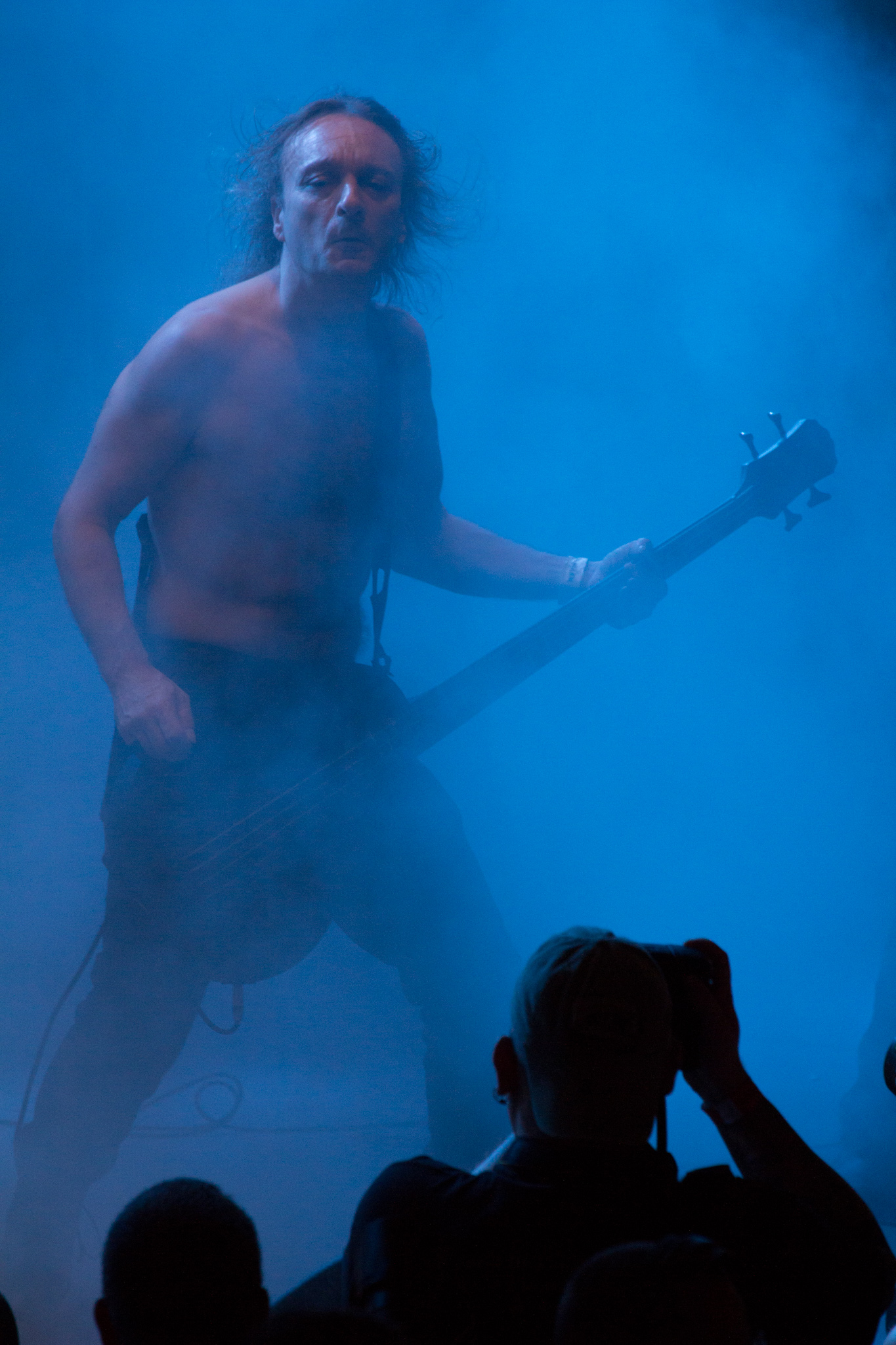
Jørn „Necrobutcher” Stubberud, 2012

Zespół powstał w 1983 roku w Oslo z inicjatywy wokalisty i gitarzysty Øysteina „Euronymousa” Aarsetha, który do współpracy zaprosił dwóch szkolnych kolegów basistę Jørna „Necrobutchera” Stubberuda oraz perkusistę Kjetila Manheima. W takim składzie grupa odbywała próby w małej sali w Langhus, dzielnicy Oslo, wykonując muzykę inspirowaną twórczością takich grup jak Slayer, Motörhead czy Celtic Frost. W 1986 roku odbył się pierwszy koncert grupy oraz wydane zostało demo zatytułowane Pure Fucking Armageddon. Wkrótce potem do zespołu dołączył wokalista Eirik „Messiah” Nordheim. W 1987 roku Nordheima zastąpił Sven Erik „Maniac” Kristiansen, z którym w składzie zespół nagrał swój pierwszy minialbum pt. Deathcrush. Tego samego roku z zespołu odszedł Kjetil Manheim oraz Sven Erik „Maniac” Kristiansen, których zastąpili odpowiednio Torben Grue i Kittil Kittilsen. Rok później zespół ponownie zmienił skład, perkusistę Grue zastąpił Jan Axel „Hellhammer” Blomberg, natomiast nowym wokalistą został Szwed Per Yngve „Dead” Ohlin znany z występów w deathmetalowej grupie Morbid. W 1991 roku ukazał się pierwszy album koncertowy grupy pt. Live in Leipzig będący zapisem ostatniego koncertu grupy z wokalistą Perem Yngve „Deadem” Ohlinem, który popełnił samobójstwo tego samego roku.
Również w 1991 roku z zespołu odszedł Jørn „Necrobutcher” Stubberud, którego zastąpił Stian „Occultus” Johansen, który objął również rolę wokalisty w grupie. W 1992 roku do zespołu dołączyli multiinstrumentalista Varg „Grishnackh” Vikernes znany z projektu Burzum, węgierski wokalista Attila Csihar oraz drugi gitarzysta Snorre „Blackthorn” Ruch. Csihar i Vikernes wzięli udział w realizacji pierwszego albumu studyjnego zespołu. Wkrótce w wyniku nieporozumienia na niewyjaśnionym do dziś tle Vikernes zamordował lidera grupy Mayhem Øysteina „Euronymousa” Aarsetha, doprowadzając do rozwiązania zespołu. Dwa lata później ukazał się debiutancki album zespołu zatytułowany De Mysteriis Dom Sathanas wydany nakładem wytwórni muzycznej Deathlike Silence Productions.
W 1995 roku zespół wznowił działalność w następującym składzie: Jan Axel „Hellhammer” Blomberg (perkusja), Jørn „Necrobutcher” Stubberud (gitara basowa), Rune „Blasphemer” Eriksen (gitara) oraz Sven Erik „Maniac” Kristiansen (śpiew). W 1997 roku ukazał się drugi minialbum zespołu pt. Wolf’s Lair Abyss, tego samego roku ukazał się również singel Ancient Skin / Necrolust nakładem Misanthropy Records. Mayhem zaliczył również w tym okresie szereg koncertów, w tym występ w Mediolanie, który posłużył jako materiał do wydania albumu koncertowego pt. Mediolanum Capta Est oraz koncert we wschodnich Niemczech, który zarejestrowano i wydano w 1997 roku na kasecie VHS jako Live in Bischofswerda. Do zespołu dołączył również drugi gitarzysta Alexander Nordgaren. W 1998 roku Nordgaren opuścił zespół.

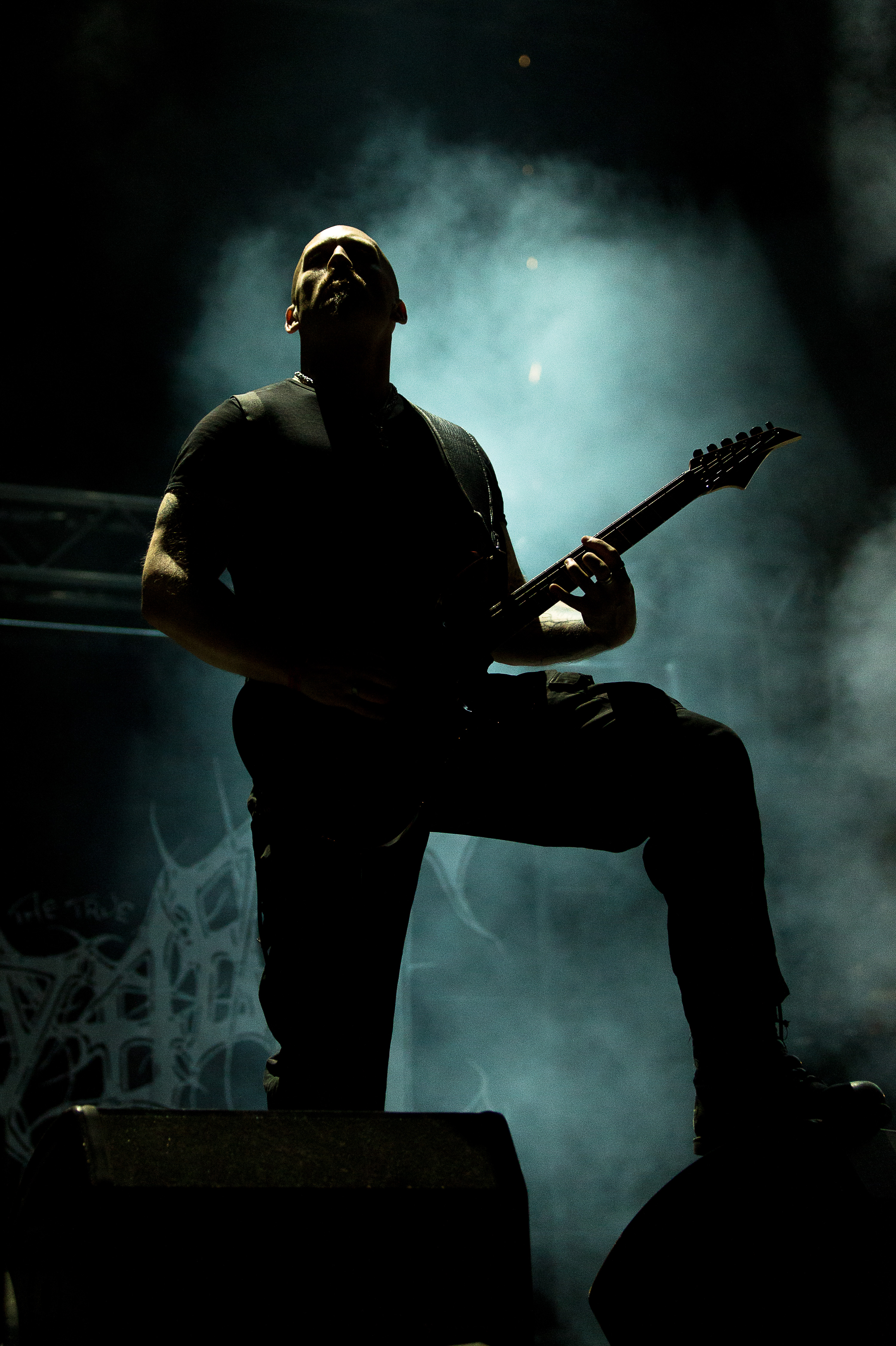
Charles Hedger, 2016

W 2000 roku po pięciu latach od wznowienia działalności ukazał się drugi album grupy pt. Grand Declaration of War, który zdecydowanie różnił się stylistycznie od dotychczasowych dokonań grupy. Nowy album Mayhem miał bardziej koncepcyjny charakter, jako swoisty manifest wojenny, przepełniony apokaliptycznymi wątkami, nihilistyczną oprawą tekstową oraz ogólną wizją świata po globalnej zagładzie. Muzycznie album miał bardziej progresywną formę, a selektywny dźwięk oraz elementy elektroniki czyniły go eksperymentalnym choć jednocześnie ambitnym wydawnictwem. Dominowały w nim raczej marszowe tempa o średniej szybkości niż typowe dla black metalu blasty. Sekcja wokalna również uległa zmianie. Maniac dużo częściej używał melorecytacji oraz czystych wokali niż growlu. Awangardowy charakter podkreślał również podział albumu na swoiste akty oraz fakt iż większość utworów przechodziła płynnie jeden w drugi. Muzykę na Grand Declaration of War skomponował Blasphemer, natomiast autorem wszystkich tektów był Maniac. Wydawnictwo było promowane podczas amerykańskiej trasy koncertowej wraz z grupami Hate Eternal i Exhumed. Rok później 16 czerwca 2001 roku ukazał się czwarty album koncertowy grupy pt. Live in Marseille 2000 oraz równolegle pierwszy album DVD European Legions: Live in Marseille 2000. 6 marca 2003 podczas koncertu Mayhem w Bergen zraniony został jeden z widzów, 25-letni Per Kristian Hagen, który został uderzony owczym łbem wskutek czego doznał pęknięcia czaszki. Hagen za nieumyślną napaść wniósł pozew do sądu przeciwko zespołowi. Natomiast we wrześniu zespół odnowił kontrakt płytowy z wytwórnią muzyczną Season of Mist.
29 marca 2004 roku ukazał się trzeci album Mayhem pt. Chimera wydany nakładem wytwórni muzycznej Season of Mist. Muzycznie album był powrotem do bardziej tradycyjnego black metalu niż kontynuacją eksperymentalnej drogi podjętej na Grand Declaration of War. Podobnie jak w przypadku poprzedniego albumu, autorem muzyki na Chimera był Blasphemer, natomiast wszystkie teksty poszczególnych piosenek napisał Maniac. Wydawnictwo zostało nagrane w mobilnym studio w norweskich górach. Jednakże początkowo planowana sesja miała odbyć się w kopenhaskich Puk Studios. Zaplanowana realizacja teledysku do utworu „My Death” w reżyserii Phillipa Burtema nie doszła do skutku z niewyjaśnionych przyczyn. Na początku kwietnia 2004 roku zespół rozpoczął serię koncertów. Trasa pod nazwą Rape Europe With Pride Tour promująca album Chimera, obejmowała większość europejskich państw. Na potrzeby trasy wykonano specjalną scenografię sceniczną, która towarzyszyła zespołowi podczas występów, zaprojektowaną przez norweską pracownię Spacebrain Future Trash, odpowiedzialną również za wykonywanie realizacji dla innych zespołów norweskiej sceny jak Satyricon czy Dimmu Borgir. Mayhem wystąpił także na festiwalach Inferno w Norwegii oraz Wacken w Niemczech. Tego samego roku z zespołu odszedł wokalista Sven Erik „Maniac” Kristiansen, którego zastąpił Attila Csihar znany z debiutanckiego albumu Mayhem De Mysteriis Dom Sathanas. Oświadczenie zespołu odnośnie do odejścia wokalisty Svena Kristiansena: „Powodów tej zmiany należy upatrywać w sprawach osobistych, ale stało się tak również dlatego, że Maniac nie mógł wziąć udziału w trasie. Maniac był i zawsze będzie częścią naszej spuścizny, a dziesięcioletnia współpraca z nim była zaszczytem”.

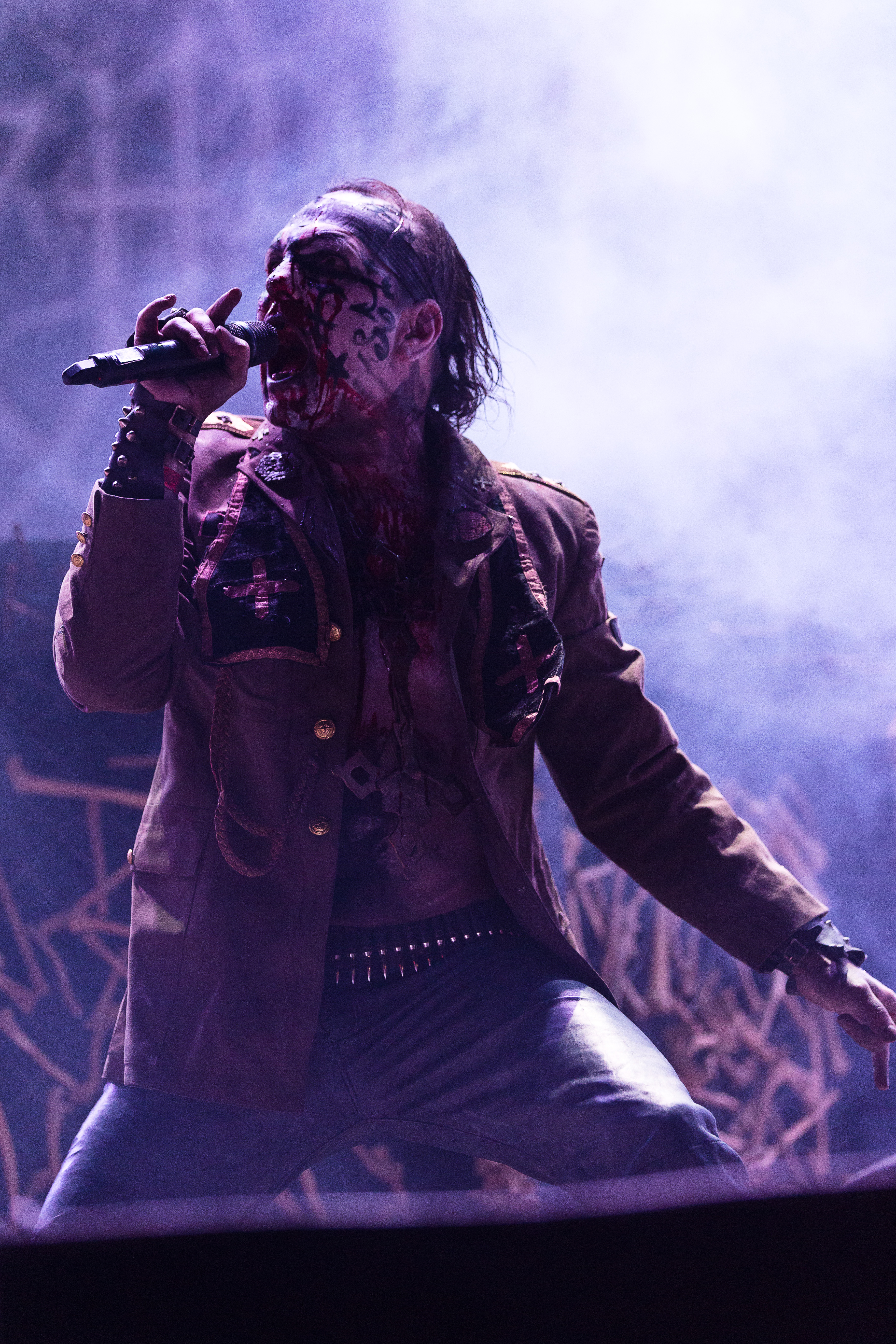
Attila Csihar, 2016

Na początku 2005 roku brytyjska stacja telewizyjna BBC sfilmowała koncert zespołu w norweskim mieście Tønsberg. Nagrania zostały wykorzystane w programie This World, podczas którego muzycy opowiadali o sobie i o działalności zespołu. 16 kwietnia 2007 roku nakładem Season of Mist ukazał się czwarty album studyjny grupy zatytułowany Ordo Ad Chao. Wydawnictwo było promowane podczas europejskiej trasy koncertowej, która odbyła się w grudniu. Koncerty Mayhem poprzedziły grupy Samael, Pro-Pain, Malevolent Creation, Onslaught, Wykked Wytch oraz Blood Red Throne.
W lutym 2008 roku zespół otrzymał nagrodę norweskiego przemysłu fonograficznego Spellemannprisen w kategorii metal za album Ordo Ad Chao. Nagrodę podczas gali odebrali perkusista Hellhammer i basista Necrobutcher. Tego samego roku po trzynastu latach występów w grupie, opuścił ją gitarzysta Rune „Blasphemer” Eriksen. Muzyk zagrał z zespołem ostatni koncert 6 sierpnia tego samego roku podczas festiwalu Øyafestivalen w Oslo. W październiku 2008 roku do grupy dołączył gitarzysta koncertowy Krister „Morfeus” Dreyer znany z grup Limbonic Art oraz Dimension F3H. Wziął on udział w trasie koncertowej South America Fucking Armageddon. W sierpniu 2009 roku zespół wystąpił podczas koncertów w Finlandii.
W 2014 roku, po 7 latach od nagrania Ordo Ad Chao ukazał się nowy album grupy pt. Esoteric Warfare. Album promował singiel Psywar do którego zrealizowano teledysk. Okładkę oraz szereg innych grafik związanych z wydaniem albumu zaprojektował polski artysta Zbigniew Bielak, współpracujący również z innymi zespołami sceny black metalowej jak Watain czy Tsjuder.
W kwietniu 2016 roku zespół zapowiedział powrót Maniaca jako wokalisty Mayhem. W oświadczeniu dotyczącym powrotu byłego wokalisty zespół wyraził iż: „Przez lata wielokrotnie rozmawialiśmy o ponownym zagraniu koncertu z Maniakiem. Oczywiście przebieg wydarzeń był inny niż planowaliśmy w tej kwestii. Pierwotna koncepcja zakładała wspólne wykonanie tylko kilku utworów. Ostatecznie pomysł ten ewoluował w pełnowymiarowy koncert pt. „Return of the Maniac” zawierający jedynie materiał z okresu kiedy był on wokalistą Mayhem”. Zgodnie z wcześniejszymi informacjami opublikowanymi przez zespół, Maniac wystąpił wspólnie z Mayhem podczas norweskiego Inferno Festival 2016 oraz w czerwcu tego samego roku na szwedzkim Sweden Rock Festival.
15 grudnia 2016 roku ukazał się koncertowy album Mayhem pt. De Mysteriis Dom Sathanas Alive, stanowiący zapis występu jaki grupa dała w Norrkjöping w Szwecji 18 grudnia 2015 roku w ramach Black Christmass Festival. Podczas koncertu zespół zagrał wyłącznie materiał z pierwszego albumu De Mysteriis Dom Sathanas, który został zaprezentowany w całości na żywo po raz pierwszy od jego wydania w 1994 roku. Album ukazał się jako wydanie własne zespołu na płytach CD, DVD oraz winylowych. W 2016 roku grupa odbyła także szereg innych koncertów upamiętniających album De Mysteriis Dom Sathanas, w tym występy w Norwegii, Francji, Polsce oraz trasę po Ameryce Łacińskiej. W latach 2017–2018 zespół kontynuował trasę poświęconą debiutanckiemu albumowi, zaliczając występy w wielu krajach.
W maju 2019 roku Mayhem ujawnił pierwsze szczegóły dotyczące kolejnego albumu, którego premierę zapowiedziano na jesienni tego samego roku nakładem wytwórni Century Media. Perkusista grupy Hellhammer określił wówczas najnowsze dzieło norwegów jako muzycznie i dźwiękowo bardziej podobne do De Mysteriis Dom Sathanas, mówiąc: „Ten album to klasyk. Teksty będą po łacinie. Wszystko będzie mroczne, dość mistyczne i satanistyczne”. Z kolei basista grupy Necrobutcher nazwał nowy krążek jako najlepiej wykonana praca od czasów Chimery z 2004 roku.
Zgodnie ze wcześniejszymi informacjami, szósta płyta zespołu pt. Daemon ukazała się 25 października 2019 roku. Okładkę do nowego wydawnictwa zaprojektował włoski artysta Daniele Valeriani, mający także na swoim koncie współpracę z innymi przedstawicielami metalowej sceny jak: Dark Funeral, Triptykon, Rotting Christ czy Dissection. Album składał się z 10 utworów w wersji podstawowej oraz z 12 w wersji limitowanej. Do piosenki Falsified and Hated zrealizowano teledysk.
Wielu komentatorów oraz recenzentów podkreślało stylistyczne i muzyczne podobieństwo pomiędzy Daemon a klasycznymi albumami Mayhem jak De Mysteriis Dom Sathanas, zauważając, że jego duch zdecydowanie przenika nową płytę, którą określano jako znacznie bliższą debiutanckim dokonaniom grupy niż temu co zespół osiągnął w późniejszym okresie swojej kariery. Wspominając w wywiadzie okoliczności i klimat wokół powstania płyty, gitarzysta Teloch oświadczył: „Przez około dwa i pół roku byliśmy w trasie, grając materiał z De Mysteriis Dom Sathanas, więc na pewno do pewnego stopnia byliśmy pod wpływem tego albumu, ale jednocześnie nie rozmawialiśmy ze sobą w stylu: Teraz zamierzamy zrobić płytę brzmiącą jak De Mysteriis, ponieważ myślę, że byłby to w pewnym sensie strzał w stopę, natomiast zdecydowanie wróciliśmy do starej szkoły”. W podobnym tonie ocenił tę kwestię wokalista grupy Attila Csihar, potwierdzając wpływ trasy na muzykę, strukturę piosenek oraz ogólną atmosferę nowego albumu.
W ramach promocji płyty Daemon, zespół odbył europejską trasę koncertową na przełomie września i października 2019 roku pod nazwą Northern Ritual.

## Muzycy

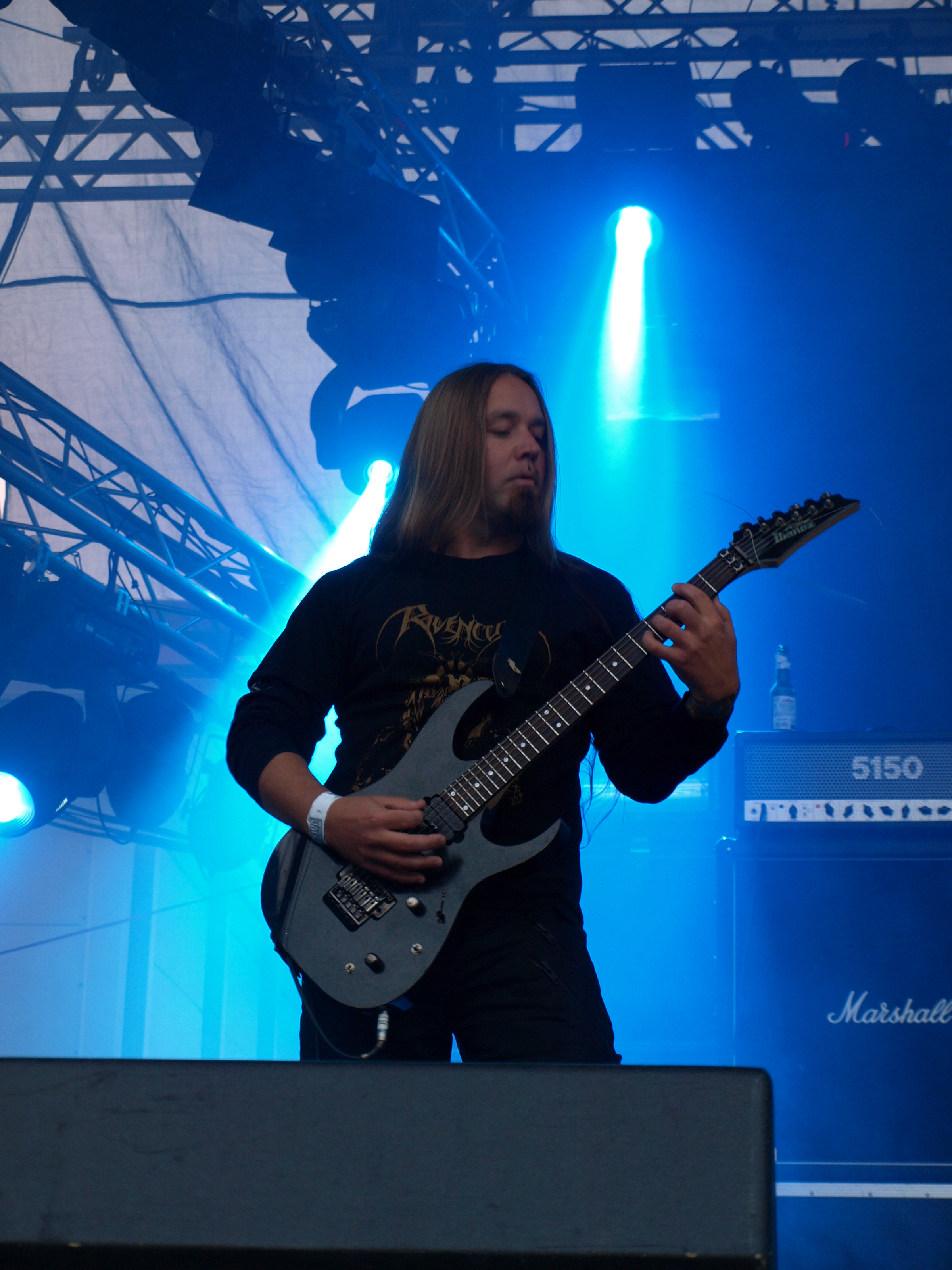
Rune „Blasphemer” Eriksen, 2008

| Obecny skład zespołu - Attila Csihar – śpiew (1993, od 2004) - Jørn „Necrobutcher” Stubberud – gitara basowa (1983–1990, od 1995) - Jan Axel „Hellhammer” Blomberg – perkusja (od 1987) - Morten Bergeton „Teloch” Iversen – gitara (od 2011) - Charles „Ghul” Hedger – gitara (od 2012) Muzycy koncertowi - Alexander Nordgaren – gitara (1997–1998) - Morten „Sanrabb” Furuly – gitara (2004) - Tom Arild „Ihizahg” Johansen – gitara (2004-2005) - Silmaeth – gitara (2009-2011) - Krister „Morfeus” Dreyer – gitara (2008-2012) |  | Byli członkowie zespołu - Øystein „Euronymous” Aarseth – gitara, śpiew (1983–1993) - Snorre „Blackthorn” Ruch – gitara (1993) - Rune „Blasphemer” Eriksen – gitara (1995–2008) - Eirik „Messiah” Nordheim – śpiew (1986, 2016) - Sven Erik „Maniac” Kristiansen – śpiew (1986–1988, 1994–2004, 2016) - Kittil Kittilsen – śpiew (1987) - Per Yngve „Dead” Ohlin – śpiew (1988–1991) - Øyvind Hægeland – śpiew (2000) - Kjetil Manheim – perkusja (1983–1988, 2016) - Torben Grue – perkusja (1987) - Stian „Occultus” Johansen – gitara basowa, śpiew (1991) - Varg „Grishnackh” Vikernes – gitara basowa (1993) |

## Dyskografia
Albumy studyjne
| De Mysteriis Dom Sathanas               | - Data: 24 maja 1994 - Wydawca: Deathlike Silence Productions | –  | –  | –  | –   |
| Grand Declaration of War                | - Data: 1 maja 2000 - Wydawca: Season of Mist                 | –  | –  | –  | –   |
| Chimera                                 | - Data: 29 marca 2004 - Wydawca: Season of Mist               | 28 | –  | –  | –   |
| Ordo Ad Chao                            | - Data: 16 kwietnia 2007 - Wydawca: Season of Mist            | 12 | 57 | –  | –   |
| Esoteric Warfare                        | - Data: 6 czerwca 2014 - Wydawca: Season of Mist              | –  | –  | 32 | 147 |
| Daemon                                  | - Data: 25 października 2019 - Wydawca: Century Media         |    |    |    |     |
| „–” oznacza, że album nie był notowany. |                                                               |    |    |    |     |

Single
| Tytuł                    | Rok  | Album                     |
| ------------------------ | ---- | ------------------------- |
| Freezing Moon            | 1996 | De Mysteriis Dom Sathanas |
| Ancient Skin / Necrolust | 1997 | –                         |
| Psywar                   | 2014 | Esoteric Warfare          |

Minialbumy
| Tytuł             | Dane dot. albumu                                             |
| ----------------- | ------------------------------------------------------------ |
| Deathcrush        | - Data: sierpień 1987 - Wydawca: Posercorpse Music           |
| Wolf’s Lair Abyss | - Data: 31 października 1997 - Wydawca: Misanthropy Records  |
| Life Eternal      | - Data: 20 października 2008 - Wydawca: Saturnus Productions |

Kompilacje
| Tytuł                       | Dane dot. albumu                                      |
| --------------------------- | ----------------------------------------------------- |
| Out from the Dark           | - Data: 1996 - Wydawca: Black Metal Records           |
| European Legions            | - Data: 16 lipca 2001 - Wydawca: Season of Mist       |
| U.S. Legions                | - Data: 2001 - Wydawca: Renegade Records              |
| The Studio Experience (BOX) | - Data: 2002 - Wydawca: Season of Mist                |
| Legions of War              | - Data: 22 kwietnia 2003 - Wydawca: Season of Mist    |
| A Season in Blasphemy (BOX) | - Data: 11 grudnia 2015 - Wydawca: Season of Mist     |
| The Analog Collection (BOX) | - Data: 30 sierpnia 2016 - Wydawca: Virus Productions |

Splity
| Tytuł                                                 | Dane dot. albumu                                 |
| ----------------------------------------------------- | ------------------------------------------------ |
| Necrolust / Total Warfare (split z Zyklon-B)          | - Data: styczeń 1999 - Wydawca: Vinyl Collectors |
| Jihad / Freezing Moon (split z The Meads of Asphodel) | - Data: 2002 - Wydawca: Supernal Music           |

Dema
| Tytuł                   | Dane dot. albumu                       |
| ----------------------- | -------------------------------------- |
| Pure Fucking Armageddon | - Data: 1986 - Wydawca: Funny Farm     |
| Deathrehearsal          | - Data: 1987 - Wydawca: wydanie własne |

Albumy koncertowe
| Tytuł                           | Dane dot. albumu                                       |
| ------------------------------- | ------------------------------------------------------ |
| Live in Leipzig                 | - Data: lipiec 1993 - Wydawca: Obscure Plasma          |
| Dawn of the Black Hearts        | - Data: 17 lutego 1995 - Wydawca: Warmaster Records    |
| Mediolanum Capta Est            | - Data: 6 czerwca 1999 - Wydawca: Avantgarde Music     |
| Live in Marseille 2000          | - Data: 16 marca 2001 - Wydawca: Season of Mist        |
| Live in Zeitz                   | - Data: 19 sierpnia 2016 - Wydawca: Peaceville Records |
| De Mysteriis Dom Sathanas Alive | - Data: 15 grudnia 2016 - Wydawca: wydanie własne      |

Albumy wideo
| Tytuł                                    | Dane dot. albumu                                    |
| ---------------------------------------- | --------------------------------------------------- |
| Live in Bischofswerda                    | - Data: 25 maja 1998 - Wydawca: Misanthropy Records |
| European Legions: Live in Marseille 2000 | - Data: 16 czerwca 2001 - Wydawca: Season of Mist   |
| Pure Fucking Mayhem                      | - Data: 21 listopada 2008 - Wydawca: Index Verlag   |

## Nagrody i wyróżnienia
| Rok  | Kategoria | Tytułem      | Nagroda          | Nota      | Źródło |
| ---- | --------- | ------------ | ---------------- | --------- | ------ |
| 2004 | Metal     | Chimera      | Spellemannprisen | Nominacja | [ 58 ] |
| 2007 | Metal     | Ordo Ad Chao | Alarmprisen      | Nominacja | [ 59 ] |
| 2007 | Metal     | Ordo Ad Chao | Spellemannprisen | Laur      | [ 58 ] |